# 象市镇
象市镇，是中华人民共和国湖南省张家界市慈利县下辖的一个乡镇级行政单位。

## 行政区划
象市镇下辖以下地区：
象市桥社区、太平村、龙兴村、双桥村、高潮村、大尖村、李子村、谢高村、三桥村、符坪村、白马村、走马村、坼岩村、双潮村、栗垭村、旭日村、向溪村、白杨村、双洲村、龙坪村、双塔村、双联村、放马村和虎头村。